# Emil Dunikowski

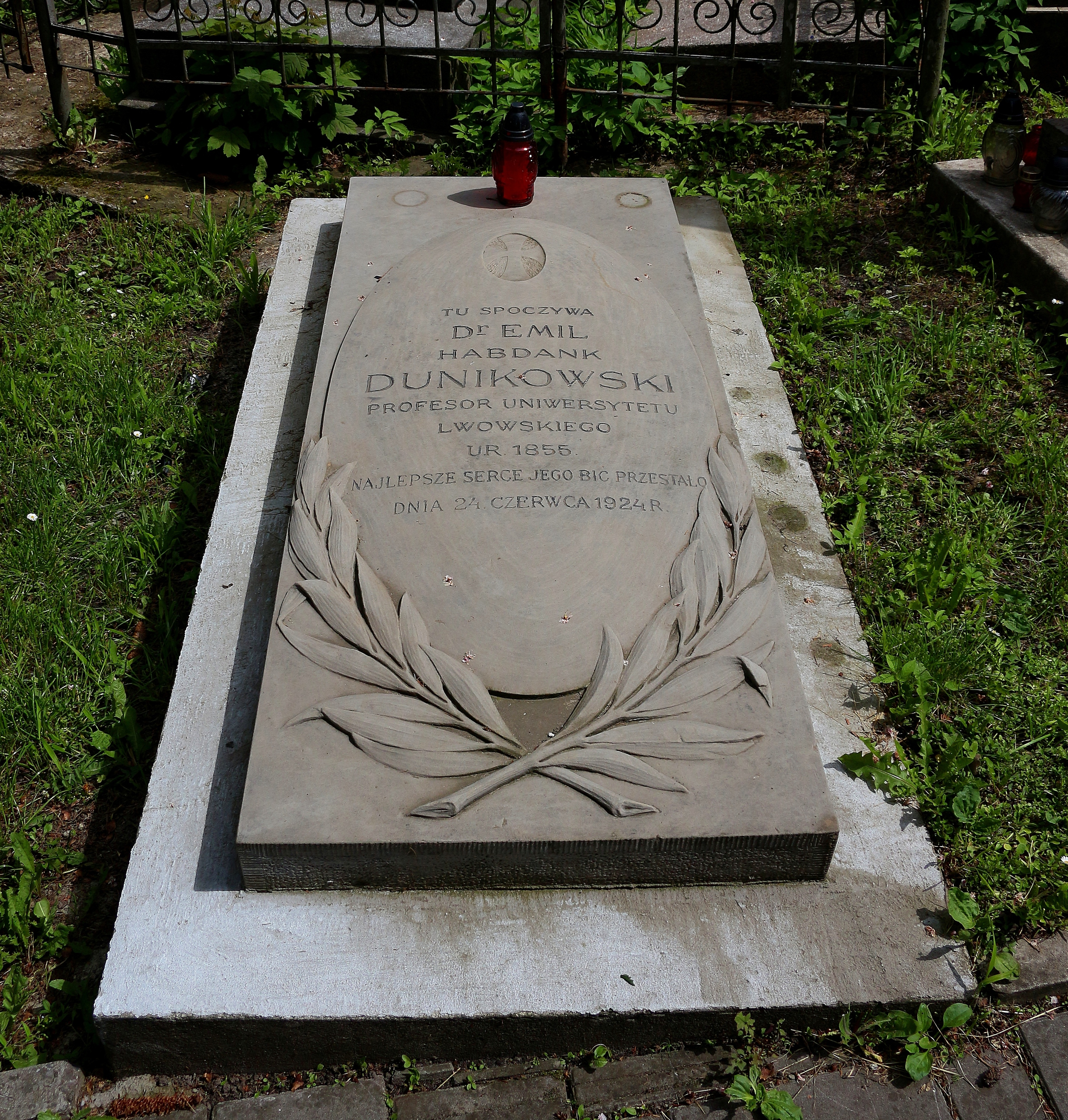
Grobowiec Emila Dunikowskiego

Emil Habdank Dunikowski (ur. 13 grudnia 1855 w Brzeżanach, zm. 24 czerwca 1924 we Lwowie) – polski geolog, podróżnik, profesor Uniwersytetu Jana Kazimierza we Lwowie.

## Życiorys

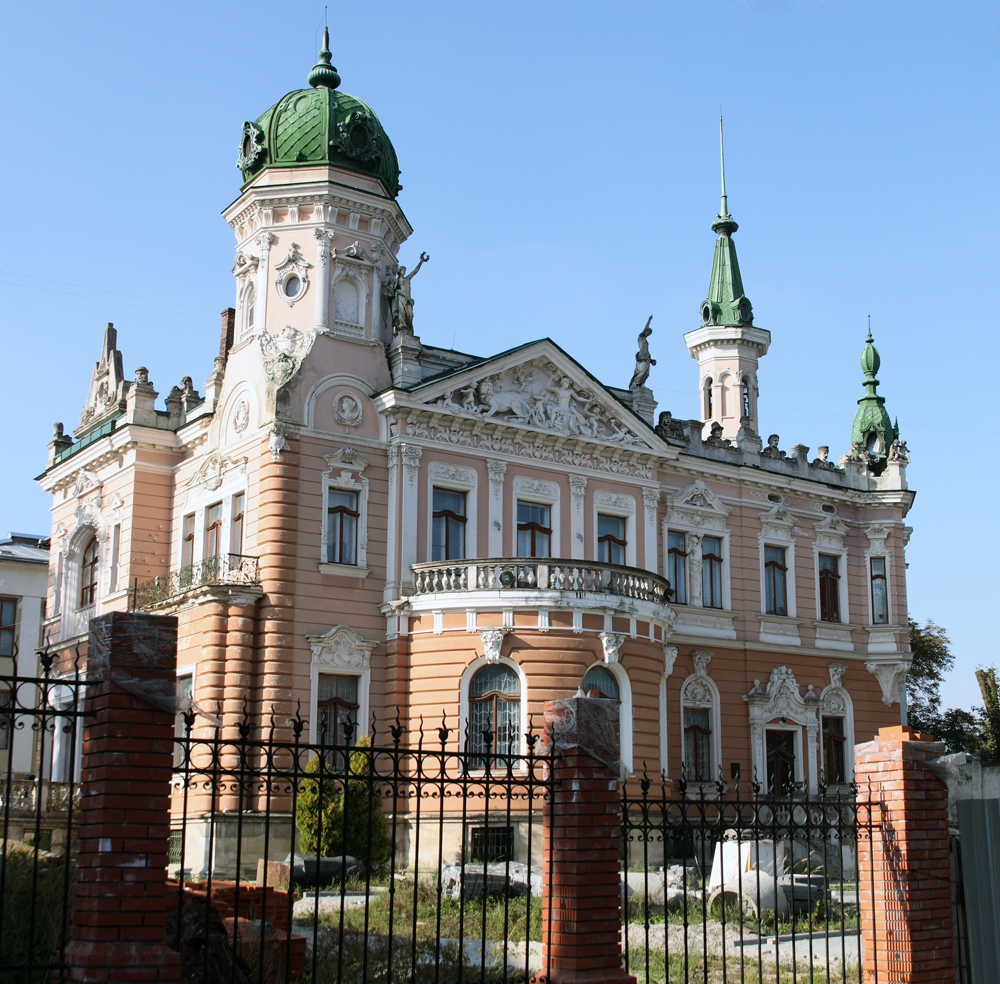
Willa prof. E. Dunikowskiego we Lwowie przy ul. Mochnackiego (po 1945 ul. Drahomanowa) 42, obecnie siedziba Muzeum Sztuki Ukraińskiej,

Odbył studia we Lwowie, Wiedniu i Monachium. Był wybitnym znawcą geologii nafty, prowadził poszukiwania złóż ropy naftowej w Bieszczadach. Od 1888 był profesorem Uniwersytetu lwowskiego, habilitował się w 1884. Na ropie naftowej zarobił wielkie pieniądze, zostając milionerem.  Prowadził też badania geologiczne w Turcji, Algierii i Tunezji oraz w górach Sichote Aliń. W latach 1892–1893 był prezesem Polskiego Towarzystwa Przyrodników im. Kopernika.
W 1906 wyjechał do Meksyku i Stanów Zjednoczonych Ameryki Północnej. Podczas podróży po USA zajmował się nie tylko badaniami geologicznymi, ale też etnografią plemion indiańskich. Wyniki badań ogłosił w wielu publikacjach książkowych, m.in. Meksyk i szkice z podróży po Ameryce i Od Atlantyku poza Góry Skaliste.  
W 1910 został zaproszony przez towarzystwo rosyjsko-angielskie do zbadania pod względem górniczo-geologicznym pasma górskiego okalającego wybrzeże Morza Japońskiego, po czym do ekspedycji zaangażował dr. Eugeniusza Romera, dr. Jana Nowaka i dr. Juliana Tokarskiego.
Jego syn Zbigniew Dunikowski (1889–1964) zdobył w latach międzywojennych rozgłos, ogłaszając, że wynalazł opatentowaną metodę wydobywania złota z piasku lub skał za pomocą rzekomych promieni „Z”. Jego wierzyciele spowodowali, że trafił na pewien czas do więzienia.
Profesor Dunikowski wybudował we Lwowie willę przy ówczesnej ulicy Mochnackiego zaprojektowaną przez architekta Władysława Rauscha, stanowiącą znakomity przykład eklektyzmu w architekturze. Willę tę odsprzedał w roku 1911 metropolicie obrządku greckokatolickiego Andrzejowi Szeptyckiemu, który przeznaczył ją na cele muzealne.
Został pochowany na Cmentarzu Łyczakowskim we Lwowie.